# EUROfusion
 (novembre 2015).
EUROfusion est un consortium formé par les instituts de recherche sur la fusion des pays de l’Union Européenne et de la Suisse, en tant que membre associé. 
Le contrat du Consortium Européen pour le Développement de l’Énergie de Fusion, comme se nomme officiellement le consortium, remplace le European Fusion Development Agreement (EFDA), accord qui a pris fin le 31 décembre 2013.				
EUROfusion est l’organisation qui, comme EFDA, rassemble la recherche européenne sur la fusion, patronnée par EURATOM et transférant au Consortium la responsabilité de mettre en œuvre le programme de fusion européen dans le cadre « Horizon 2020 ».

## Organisation
Le contrat consortial fut signé par 29 organisations et universités scientifiques basées dans 26 états membres de la  Communauté Européenne. Le « Programme Management Unit » poursuit le programme de recherche des sites de Garching et de Culham, le Max-Planck-Institut für Plasmaphysik faisant office de coordinateur du consortium.
| Pays               | Organisations Scientifiques / Universités |
| ------------------ | --- |
| Autriche           | Österreichische Akademie der Wissenschaften, Vienne                                                                                          |
| Belgique           | École Royale Militaire - Koninklijke Militaire School, Plasma Physics Laboratory, Bruxelles                                                  |
| Bulgarie           | Bulgarian Academy of Sciences, Institute of Nuclear Research and Nuclear Energy, Sofia                                                       |
| Croatie            | Ruđer Bošković Institute (en), Zagreb |
| Chypre             | Université de Chypre, Nicosie |
| République Tchèque | Academy of Sciences of the Czech Republic, Institute of Plasma Physics, Prague                                                               |
| Danemark           | DTU, Plasma Physics and Fusion Energy, Lyngby-Taarbæk                                                                                        |
| Estonie            | University of Tartu, Institute of Physics |
| Finlande           | VTT Technical Research Centre of Finland, Espoo                                                                                              |
| France             | Commissariat à l'énergie atomique et aux énergies alternatives, CEA, Cadarache                                                               |
| Allemagne          | Forschungszentrum Jülich, FZJ ; Karlsruhe Institute of Technology, KIT ; Max Planck Institute of Plasma Physics, IPP, Garching et Greifswald |
| Grèce              | National Center For Scientific Research DEMOKRITOS, Athènes                                                                                  |
| Hongrie            | Hungarian Academy of Science, Wigner Research Centre for Physics, Budapest                                                                   |
| Irlande            | Dublin City University, Plasma Research Laboratory                                                                                           |
| Italie             | Agenzia nazionale per le nuove tecnologie, l’energia e lo sviluppo economico sostenibile, ENEA), Frascati                                    |
| Lettonie           | University of Latvia, Institute of Solid State Physics, Riga                                                                                 |
| Lituanie           | Lithuanian Energy Institute, Kaunas |
| Pays-Bas           | FOM, Foundation for Fundamental Research on Matter, Utrecht                                                                                  |
| Pologne            | Institute of Plasma Physics and Laser Microfusion, Varsovie                                                                                  |
| Portugal           | Universidade Técnica de Lisboa, Instituto Superior Técnico, IST IPFN                                                                         |
| Roumanie           | Institutul de Fizica Atomica (IFA), Județ d'Ilfov                                                                                            |
| Slovaquie          | Comenius University, Department of Experimental Physics, Bratislava                                                                          |
| Slovénie           | JSI Jozef Stefan Institute, Ljubljana |
| Espagne            | Centro de Investigataciones Energeticas, Medioambientales y Tecnologicas, (CIEMAT), Madrid                                                   |
| Suède              | Vetenskapsrådet, Stockholm |
| Suisse             | Swiss Plasma Center (SPC), École polytechnique fédérale de Lausanne (EPFL), Lausanne                                                         |
| Royaume Uni        | Culham Centre for Fusion Energy (CCFE), Host to JET                                                                                          |

## Activités
| Expérience                                               | Type              | Institut / Site                                  |
| -------------------------------------------------------- | ----------------- | ------------------------------------------------ |
| ASDEX Upgrade                                            | Tokamak           | IPP Garching, Allemagne                          |
| TCV Tokamak                                              | Tokamak           | École polytechnique fédérale de Lausanne, Suisse |
| Tungsten (W) Environment in Steady-state Tokamak or WEST | Tokamak           | CEA, France                                      |
| Mega Amp Spherical Tokamak or MAST Upgrade               | Spherical tokamak | CCFE, Royaume-Uni                                |
| Wendelstein 7-X stellarator                              | Stellarator       | IPP at the Greifswald branch                     |
| TJ-II stellarator                                        | Stellarator       | Laboratorio Nacional de Fusión, CIEMAT, Espagne  |
| Plasma-Wall Interaction in Linear Plasma Devices, PSI-2  | Linear devices    | FZJ, Jülich, Allemagne                           |
| PILOT-PSI                                                | Linear devices    | FOM, DIFFER, Pays-Bas                            |
| MAGNUM-PSI                                               | Linear devices    | FOM, DIFFER, Pays-Bas                            |